# Nicio zi nu se compară cu o zi de vară
Nicio zi nu se compară cu o zi de vară este un film românesc din 2017 regizat de Denisse Conn Tubacu.